# SMS Arcona (1902)
Pour les autres navires du même nom, voir SMS Arcona.
Le SMS Arcona est un croiseur léger de la Kaiserliche Marine. Il sert principalement dans la Hochseeflotte en Asie de l'Est.
De 1921 à 1923, il appartient à la Reichsmarine. Repeint comme un navire de guerre en 1930, après avoir servi comme caserne, il sert en 1940 dans une batterie anti-aérienne flottante puis est stationnaire jusqu'en 1945.

## Histoire
En 1901, l'arsenal AG Weser pose la quille du croiseur léger H, la huitième construction d'un navire de la Kaiserliche Marine, le cinquième de la classe Gazelle. Le lancement a lieu le 22 avril 1902. Marguerite de Prusse, la sœur de l'empereur Guillaume II d'Allemagne, baptise le bateau qui porte le nom du Cap Arkona comme avant lui une corvette de 1858 et une autre de 1885.
Le nouveau bâtiment appartient à la série de neuf bateaux de la classe Gazelle. Les trois derniers croiseurs forment un sous-groupe qui est un peu plus large, un blindage un peu plus épais une capacité de soute légèrement augmentée par rapport aux premiers. La mise en service de l'Arcona débute le 12 mai 1903, ses essais se déroulent jusqu'au 18 juillet.
Il sert d'abord de navire collecteur de renseignements du 18 juillet 1903 au 4 avril 1907. Il participe à des voyages et à des manœuvres comme à l'été 1904 près d'Aberdeen ou à l'été 1905 en Suède, près de Kungsbacka et de Södertälje. Le 4 avril 1907, il est remplacé par le SMS Danzig au sein de la flotte.
Le 14 août, il est armé pour servir à l'étranger et quitte Wilhelmshaven le 27 août. En passant par le canal de Suez, il atteint l'Asie de l'Est et fait escale à Singapour le 23 octobre. Après Hong Kong et Xiamen, il arrive à Qingdao. Après un tour dans la mer Jaune et au Japon, il est présent dans la mer de Célèbes du 8 décembre 1908 au 21 février 1909. Il s'en va en raison des troubles dans les Samoa. Quand il arrive après le SMS Leipzig dans l'archipel le 22 mars 1909, la rébellion de la population indigène est en grande partie terminée. Il va à Suva, Matupi et Saipan pour exiler les prisonniers. Il revient à Qingdao après un arrêt à Guam. À l'automne, il représente l'Empire allemand à l'anniversaire des 140 ans de la découverte de la baie de San Francisco et surtout pour montrer le soutien après le séisme en 1906. Il traverse l'océan Pacifique via Honolulu, s'arrête à Seattle, Los Angeles et San Diego. Il revient à Honolulu. La veille de Noël dans le port de Yokohama, un incendie important se déclare à bord.
Le 17 janvier 1910, l'Arcona quitte de nouveau Qingdao. Il arrive à Sabang, où se trouve le Leipzig. Du 4 au 7 mars, il s'arrête à Port-Saïd où est présent le SMS Nürnberg. Le 24 mars, il revient à Wilhelmshaven et est désarmé le 30 avril 1910.
En 1911 et en 1912, il est transformé en mouilleur de mines. Durant la Première Guerre mondiale, il sert à la protection de l'Ems.
En raison de son âge, il est retiré au printemps 1919. Il sert au déminage de la mer du Nord en remplacement du SMS Preußen. En 1920, il redevient un croiseur.
Le 25 mai 1921, il reprend du service en mer du Nord. En août, il fait escale à Arendal, Sandefjord et Larvik où il participe à l'inauguration d'un monument aux morts de la bataille du Jutland. Durant l'hiver, il traverse de Cattégat au golfe de Riga, où il doit se faire réparer car les glaces ont endommagé le revêtement extérieur. À l'été 1922, il va à Balestrand et en 1923, à Turku et à Karlskrona.
Le 1er décembre 1923, l'Arcona est déclassé et remplacé par le navire-jumeau Amazone qui est modernisé.
Le 15 janvier 1930, il est retiré des listes et sert de garnison à Wilhelmshaven, Świnoujście et Kiel.
Après le début de la Seconde Guerre mondiale, l'Arcona et son navire-jumeau Medusa reservent dans des batteries anti-aériennes flottantes en mai et juin 1940. Les navires reviennent ensuite à Wilhelmshaven. Ils coulent dans le port le 3 mai 1945. Les épaves sont démolies en 1948-1949.

## Commandement
| 12 mai 1903 à septembre 1904    | Korvettenkapitän Karl Zimmermann (de)                                       |
| Septembre 1904 à septembre 1905 | Korvettenkapitän Hubert von Rebeur-Paschwitz                                |
| Septembre 1905 à avril 1907     | Korvettenkapitän Herwarth Schmidt von Schwind (de)                          |
| Avril à juin 1907               | Capitaine-lieutenant Paul Boethke (de)                                      |
| Juni à août 1907                | Capitaine-lieutenant Wilhelm Schultz                                        |
| Août 1907 à juin 1909           | Korvettenkapitän / Fregattenkapitän / Kapitän zur See Horst von Hippel (de) |
| Juin 1909 au 7 février 1910     | Korvettenkapitän / Fregattenkapitän Hermann Schröder                        |
| 7 février au 30 mars 1910       | CFregattenkapitän Karl Heuser (de)                                          |
| 31 octobre 1912 à octobre 1916  | Korvettenkapitän Wilhelm von Hippel                                         |
| Octobre 1916 à juillet 1917     | Capitaine de frégate Ernst Piper                                            |
| Juillet 1917 à février 1918     | Korvettenkapitän Erich Heyden (de)                                          |
| Février à décembre 1918         | Korvettenkapitän Carlo Peucer                                               |
| Décembre 1918 à mai 1919        | inconnu                                                                     |
| Mai 1919 au 19 février 1920     | Capitaine-lieutenant Erich Haeker (de)                                      |
| 25 mai 1921 au 3 juillet 1923   | Fregattenkapitän Friedrich Hermann                                          |
| 3 juillet au 1er décembre 1923  | Kapitän zur See Walter Gladisch (de)                                        |